# افسوس که او یک فاحشه بود
«افسوس که او یک فاحشه بود» (به انگلیسی: Tis a Pity She Was a Whore) ترانه‌ای از دیوید بویی موسیقی‌دان انگلیسی است. این ترانه در ۱۷ نوامبر ۲۰۱۴ به عنوان بی-ساید «سو (یا در فصلی از جنایت)» منتشر شد. یک نسخهٔ دوباره ضبط شده آن به عنوان ترانهٔ دوم در ستارهٔ سیاه (۲۰۱۶) بیست و پنجمین و آخرین آلبوم استودیوی بویی ظاهر شد. «افسوس که او یک فاحشه بود» در چندین کشور از جمله انگلستان به اوج جایگاه خود و به رتبهٔ ۱۰۷ رسید.

## پیش‌زمینه و ضبط
بویی یک نسخهٔ نمایشی خانگی از «افسوس که او یک فاحشه بود» را در اواسط ۲۰۱۴ در استودیوی خانگی در آپارتمانش در شهر نیویورک ضبط کرد. این یکی از معدودترین ترانه‌ها از کاتالوگ بویی است که در آن او خودش هر ساز را می‌نوازد. همکار او تونی ویسکانتی پس از شنیدن نسخهٔ نمایشی گفت: «عالی بود. مهارت‌های تولید او ۵۰۰۰ درصد افزایش یافته‌است!»
عنوان این ترانه برگرفته از درام ۱۶۳۳ افسوس که او یک فاحشه است از قرن ۱۷ میلادی نوشتهٔ نمایشنامه‌نویس انگلیسی جان فورد اقتباس شده‌است. با این حال، در حالی که درام فورد یک داستان عشق با محارم و انتقام است، اشعار این ترانه تیره‌تر و خشن‌تر هستند؛ زندگینامه‌نویس نیکلاس پگ معتقد است که اشعار از یک منبع کاملاً متفاوت گرفته شده‌اند. رایان دومبال از پیچفورک استدلال می‌کند که هر دو درام فورد و ترانهٔ بویی موضوعی یکسان را به اشتراک می‌گذارند – «انسان‌ها همیشه در صورت لزوم به یک زبان وحشیگری توسل می‌کنند، مهم نیست در کجا و در چه زمانی.» بویی خودش تنها یک بیانیهٔ رسمی عمومی در مورد این ترانه منتشر کرد: «اگر دوران‌گرها موسیقی راک می‌نوشتند، احتمالاً اینطوری صدا می‌داد.»
این ترانه در ۱۷ نوامبر ۲۰۱۴ توسط پارلوفون به عنوان بی-ساید ترانهٔ «سو (یا در فصلی از جنایت)»، با شماره کاتالوگ 10RDB2014 منتشر شد. در یک مصاحبه مطبوعاتی در انتشار ترانه بی-ساید اظهار شد که «افسوس که او یک فاحشه بود» دربارهٔ «ناآزمودگی و خامی تکان‌دهندهٔ جنگ جهانی اول» است.

## یادداشت
1. ↑  دوران‌گری یا ورتیسیسم پاسخ نسبی در بریتانیا به فوتوریسم، در آن زمان ذهن بویی را به خود مشغول کرده بود. اولری می‌نویسد که آرمان‌های دوران‌گری در روز بعد (۲۰۱۳) حضور داشتند، در حالی که مجله آرمان‌گری بلست در فهرست شخصی «۱۰۰ کتاب برتر» او قرار داشت. اولری همچنین خاطرنشان می‌کند که غار گوساله طلایی، یک کلوپ دوران‌گری کاباره در اوایل دهه ۱۹۱۰، در پس زمینه جلد آلبوم ۱۹۷۲ بویی ظهور و سقوط زیگی استارداست و عنکبوت‌ها از مریخ دیده می‌شود.[۶]